# Ephippiger perforatus
Ephippiger perforatus är en insektsart som först beskrevs av Rossius 1790.  Ephippiger perforatus ingår i släktet Ephippiger och familjen vårtbitare. Inga underarter finns listade i Catalogue of Life.